# Clepsis pallidana
Clepsis pallidana là một loài bướm đêm thuộc họ Tortricidae. Nó được tìm thấy ở hầu hết châu Âu, cũng như Tiểu Á, Iran, Nga (Primorsk và Tuva), Mông Cổ, Trung Quốc, bán đảo Triều Tiên và Nhật Bản.
Sải cánh dài 15–20 mm. Con trưởng thành bay từ tháng 6 đến tháng 7 ở Tây Âu.
Ấu trùng ăn a wide range of plants, bao gồm của Artemisia campestris, Gnaphalium, Euphorbia, Spiraea ulmaria, Lactuca scariola, Aster, Urtica, Iris, Jurnea, Solidago, Sedum và Malus.